# جلكى نهرية سيبيرية
جلكى نهرية سيبيرية (الاسم العلمي: Lethenteron kessleri) هي نوع من الحيوانات المائية يتبع جنس جلكى هاملة الأمعاء من فصيلة الجلكية.